# Amor bravío
 (срп. Пркосна љубав) је мексичка теленовела, продукцијске куће Телевиса, снимана 2012.

## Синопсис
Ова узбудљива прича је о љубави Камиле и Данијела, који се упознају у незгодном тренутку, али, као увек, праву љубав ништа не може спречити. Упркос неповерењу, зависти и жељи за осветом, њих двоје успевају да преброде све препреке.
Камилин вереник Луис погине у несрећи неколико дана пре њиховог венчања, она пада у тешку депресију. Истовремено у Чилеу, Данијел жени Миријам, девојку коју истински воли. Док у међувремену, Камила одлази на имање свог стрица Данијела, где почиње да ради као ветеринарка. Хацијенда дона Данијела, „Ла Малкерида”, бави се узгојем бикова за кориду. Након неког времена Данијел очекује рођење свога првог детета, а Камила се удаје за Алонса, управитеља стричевог имања. Међутим, Алонсо је човек сумњивих морала и намера, што дон Данијел открива и одлучи да сво своје богатство остави ванбрачном сину, кога има, чиме жели да заштити Камилу од Алонса.
Када Данијел сазна да га је неки човек у Мексику именовао наследником готово целог имања, одлучи да оде у Мексико како би преузео наследство, али упада у замку, те завршава у затвору. Данијел сумња да му је неко из породице Монтерде, ко је знао да ће бити наследник, можда сместио клопку. Бежи из затвора и долази у Мексико како би сазнао истину. Верује да је Камила крива за све што му се десило, али се свеједно заљубљује у њу. Са друге стране, Камила се разочарала у супруга и у брак, не само зато што је Алонсо импотентан, већ зато што је насилник. Данијел мења идентитет, и постаје Андрес, нови радник велелпног имања које му заправо припада. Тамо открива да су заправо Алонсо, његова мајка Исадора и Дионисио ти који су га се покушали решити водећи се личним и финансијским разлозима.

## Ликови
- Камила (Силвија Наваро) - прелепа девојка, без предрасуда која увек говори оно што осећа и мисли. Модерна, романтична, пати због смрти вереника Луиса. Ветеринарка, која се заљубљује у Данијела.
- Данијел / Андрес (Кристијан де ла Фуенте) - када сазна да је наследник огромног богатства, бива оклеветан и послат у затвор. Успева да побегне из затвора, и дође у Мексико, где се под лажним идентитетом жели осветити Камили, али се на крају заљубљује у њу.
- Исадора (Летисија Калдерон) - истакнута, елегантна и веома лепа жена. Алонсова мајка, кога тера да се ожени Камилом како би јој одузео богатство. Удружује се са Динисиом, како би уништили Данијела.
- Агустина (Оливија Бусио) - старомодна жена, која је увек желела најбоље својим ћеркама. Тајно заљубљена у девера Данијела, а када он остане удовац, мисли да има шансу са њим.
- Дионисио (Сесар Евора) – амбициозан, и човек без морала, који брине само о сопственим интересима. Осветољубив и зао, не бира средства како би се домогао Камилног наследства.
- Алонсо (Флавио Медина) - арогантан, надмен и амбициозан. Администратор ранча „Ла Малкерида“, лукав и лицемеран човек, који спроводи зле мајчине и Дионисијове планове.
- Вивијана (Фернанда Кастиљо) - независна и забавна сликарка. Камилина пријатељица, која бива унајмљена од Рафаела да слика Камилино имање, што ће јој створити проблеме са Алонсом.
- Луис дел Олмо (Валентино Ланус) - леп, атрактиван и поштен ветеринар. Камилин вереник, који је преминуо у саобраћајној несрећи, за коју његови родитељи окривљују Камилу.
- Миријам (Лисет) - Данијелова супруга, добра, поштена и праведна. Заљубљена у свог мужа, са ким годинама планира дете. Убијена, по Дионисијовом наређењу, иако је за то убиство оптужен ни мање ни више него — Данијел.

## Глумачка постава

### Главне улоге
| Глумац:                | Улога:                            |
| ---------------------- | --------------------------------- |
| Силвија Наваро         | Камила Монтeрде Сантос            |
| Кристијан де ла Фуенте | Данијел Диаз Акоста Андрес Дуарте |

### Споредне улоге
| Глумац:                | Улога:               |
| ---------------------- | -------------------- |
| Летисија Калдерон      | Исадора Ласкано      |
| Сесар Евора            | Дионисио Ферер       |
| Рене Стриклер          | Маријано Албаран     |
| Лаура Кармајн          | Химена Диаз Сантос   |
| Лисет                  | Миријам Фаркас       |
| Оливија Бусио          | Агустина Сантос      |
| Јоланда Вентура        | Пиедад Мартинез      |
| Марија Сорте           | Аманда               |
| Флавио Медина          | Алонсо Ласкано       |
| Флоренсија де Сарачо   | Наталија             |
| Еди Виљард             | Пабло Албаран        |
| Хосе Карлос Руис       | свештеник Балдомеро  |
| Ектор Саес             | Освалдо Басера       |
| Рохелио Гера           | Дон Данијел Монтeрде |
| Хосе Елијас Морено     | Леонсио Мартинез     |
| Рикардо Франко         | Родолфо              |
| Маријана ван Ранкин    | Луз Марија           |
| Валентино Ланус        | Луис дел Олмо        |
| Фернанда Кастиљо       | Вивијана             |
| Алекс Сиврент          | Рафаел Кинтана       |
| Хуан Дијего Коварубиас | Јаго Албаран         |
| Карлос Ембри           | Абрахам Фаркас       |
| Алан Естрада           | Арон                 |
| Лилијана Рос           | Агата Акоста         |
| Оскар Травен           | Алберто              |
| Лорена дел Кастиљо     | Илијана              |
| Хорхе Гаљегос          | Елеутерио            |
| Тоњо Инфанте           | Хулијан              |
| Бенхамин Риверо        | Бруно                |
| Луис Гатика            | Иполито              |
| Магда Гузман           | Рефухио              |
| Норма Ерера            | Росио                |
| Рајмундо Капетиљо      | Франсиско            |
| Макарена Гарсија       | Ана                  |
| Сандра Каи             | Тереса               |
| Маријана Диаз Араухо   | Мајален              |
| Кармен Родригез        | Тереса               |